# Araeopteron elam
Araeopteron elam là một loài bướm đêm trong họ Erebidae.